# Stăneștii de Jos, Cozmeni
Stăneștii de Jos (în ucraineană Нижні Станівці, transliterat: Nîjni Stanivți și în germană Unter Stanestie/Cz.) este un sat reședință de comună în raionul Cozmeni din regiunea Cernăuți (Ucraina). Are 1,990 locuitori, preponderent ucraineni (ruteni).
Satul este situat la o altitudine de 265 metri, în partea de sud-vest a raionului Cozmeni. De această comună depind administrativ satele Brusenchi și Vinograd.

## Istorie

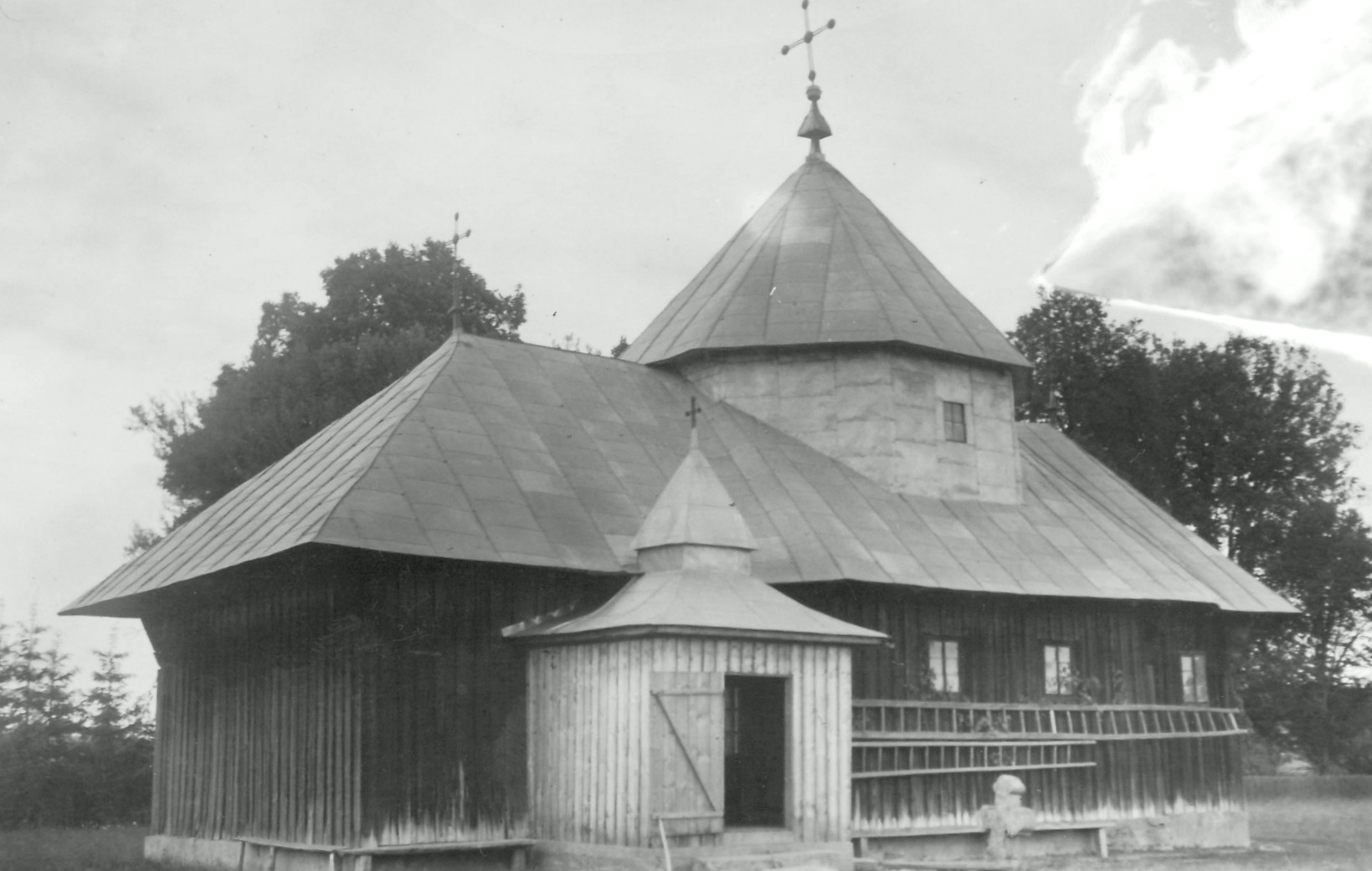
Biserica de lemn în perioada interbelică

Localitatea Stăneștii de Jos a făcut parte încă de la înființare din regiunea istorică Bucovina a Principatului Moldovei. Prima atestare documentară a satului a avut loc în anul 1596. Satul are o istorie lungă, dovedită de monumentele de cultură aflate pe teritoriul său.
În ianuarie 1775, ca urmare a atitudinii de neutralitate pe care a avut-o în timpul conflictului militar dintre Turcia și Rusia (1768-1774), Imperiul Habsburgic (Austria de astăzi) a primit o parte din teritoriul Moldovei, teritoriu cunoscut sub denumirea de Bucovina. După anexarea Bucovinei de către Imperiul Habsburgic în anul 1775, localitatea Stăneștii de Jos a făcut parte din Ducatul Bucovinei, guvernat de către austrieci, fiind reședința districtului omonim (în germană Unterstanestie).
După Unirea Bucovinei cu România la 28 noiembrie 1918, satul Stăneștii de Jos a făcut parte din componența României, în Plasa Ceremușului a județului Storojineț. Pe atunci, cam jumătate din populație era formată din ucraineni, existând și comunități de români și de evrei. În perioada interbelică, au funcționat aici o instituție de cultură (Societatea școlară ebraică "Safah Ivria"), o instituție de binefacere (Societatea evreiească pentru ajutorarea sărmanilor și bolnavilor "Bicor Cholim"), iar Casa Asigurărilor Sociale din Cernăuți dispunea de servicii medicale în comună .
Ca urmare a Pactului Ribbentrop-Molotov (1939), Bucovina de Nord a fost anexată de către URSS la 28 iunie 1940, reintrând în componența României în perioada 1941-1944. Apoi, Bucovina de Nord a fost reocupată de către URSS în anul 1944 și integrată în componența RSS Ucrainene. 
Începând din anul 1991, satul Stăneștii de Jos face parte din raionul Cozmeni al regiunii Cernăuți din cadrul Ucrainei independente. Conform recensământului din 1989, numărul locuitorilor care s-au declarat români plus moldoveni era de 28 (14+14), reprezentând 1,48% diin populație . În prezent, satul are 1.990 locuitori, preponderent ucraineni.

## Demografie
Componența lingvistică a localității Stăneștii de Jos
     Ucraineană (98,64%)
     Rusă (1,06%)
     Alte limbi (0,2%)
Conform recensământului din 2001, majoritatea populației localității Stăneștii de Jos era vorbitoare de ucraineană (98,64%), existând în minoritate și vorbitori de rusă (1,06%).
1930: 3.773 (recensământ)
1989: 1.895 (recensământ)
2007: 1.990 (estimare)

### Recensământul din 1930
Componența etnică a comunei Stăneștii de Jos pe Ceremuș (județul Storojineț)
     Români (5,67%)
     Germani (4,55%)
     Evrei (16,48%)
     Ruteni (69,06%)
     Polonezi (3,79%)
     Altă etnie (0,45%)
Componența confesională a comunei Stăneștii de Jos pe Ceremuș
     Ortodocși (73,07%)
     Romano-catolici (5,91%)
     Mozaici (16,48%)
     Evanghelici\Luterani (3,33%)
     Greco-catolici (1,19%)
     Baptiști (0,02%)
Conform recensământului efectuat în 1930, populația comunei Stăneștii de Jos pe Ceremuș se ridica la 3.773 locuitori. Majoritatea locuitorilor erau ruteni (69,06%), cu o minoritate de germani (4,55%), una de evrei (16,48%), una de români (5,67%) și una de polonezi (3,79%). Alte persoane s-au declarat: ruși (3 persoane) și cehi/slovaci  (13 persoane). Din punct de vedere confesional, majoritatea locuitorilor erau ortodocși (73,07%), dar existau și romano-catolici (5,91%), mozaici (16,48%), greco-catolici (1,19%), evanghelici\luterani (3,33%) și baptiști (0,02%).

## Obiective turistice
- Biserica de lemn cu hramul "Sf. Nicolae" - construită în anul 1794; are și o clopotniță de lemn din aceeași perioadă [5]